# Leptobrachella mjobergi
Leptobrachella mjobergi és una espècie de granota que viu a Brunei, Indonèsia i Malàisia.
Està amenaçada d'extinció per la pèrdua del seu hàbitat natural.